# Megaforce Records
Megaforce Records Inc. (kurz: MRI) ist ein Independent-Label und Distributor mit Sitz in New York City und ist auf Hard Rock und Heavy Metal spezialisiert. Das Label war in den 1980er Jahren einer der Wegbereiter für die kommerziellen Erfolge von amerikanischen Speed- und Thrash-Metal-Bands wie Metallica, Anthrax, Testament und Overkill.

## Geschichte
Jon Zazula („Johny Z.“, * 16. März 1952 in New York City, New York; † 1. Februar 2022 in Clermont, Florida) betrieb Anfang der 1980er Jahre den Plattenladen Rock & Roll Heaven in Old Bridge, New Jersey und verdiente Geld damit, Konzerte von Bands zu organisieren, die von außerhalb der USA stammten. Er war der Erste, der Raven (Großbritannien) und Anvil (Kanada) für Auftritte in den USA buchte. Seine Bemühungen, Metallica einen Plattenvertrag zu verschaffen, waren ohne Erfolg, weshalb er und seine Frau Marsha Zazula (* 21. April 1952 in New York City, New York; † 10. Januar 2021 in Clermont, Florida) das Plattenlabel Megaforce Records gründeten und sich das Geld für die Aufnahme und Produktion eines Albums liehen. Im Sommer 1983 veröffentlichte Megaforce mit dem Metallica-Debüt Kill ’Em All seine erste Schallplatte, die sich, promoted auf einer Tournee mit der Band Raven, innerhalb der ersten zwei Wochen nach Erscheinen bereits 17.000 mal verkaufte. Von diesem Erfolg angestachelt, nahm das Label mit Manowar, Exciter, Anthrax und Raven weitere Bands unter Vertrag. Kurze Zeit später folgte ein Vertriebsvertrag mit Roadrunner Records, der vorsah, dass Roadrunner den Katalog von Megaforce in Europa vertreibt und Megaforce die exklusiven Vertriebsrechte für Roadrunner-Bands in Nordamerika erhält. Damit erschien das Debütalbum von Mercyful Fate mit dem Titel Melissa in den USA über Megaforce. Weiterhin wurde die Managementfirma Crazed Management gegründet. Den ersten Rückschlag erfuhr das Label, als der Plattenvertrag mit Metal Church nicht zustande kam. Wenig später konnte Zazula die legendäre Rockband Blue Cheer unter Vertrag nehmen.
Im Jahr 1984 verließen die drei bestverkaufenden Bands das Label und wechselten zu Majorlabels: Metallica zu Elektra Records, Raven zu Atlantic Records und Anthrax zu Island Records. Dem Label gelang es, weitere Newcomer wie Testament und Overkill unter Vertrag zu nehmen. Zu einem der bestverkauften Alben des Labels wurde das 1985er Debüt Speak English or Die von S.O.D., das sich bislang über eine Million Mal verkaufte. Nach den kommerziell erfolgreichen 1980er Jahren wurde es Anfang der 1990er etwas ruhiger um das Label und seinen Gründer Jon Zazula. Als Hauptgrund nannte letzterer die Entwicklung neuer Subgenres des Heavy Metal, die nicht das waren, weshalb er Megaforce Records gegründet habe, und so begann das Label, Bands unter Vertrag zu nehmen, die nicht aus dem Umfeld des Heavy Metal stammten. 1992 schloss das Label mit Polygram einen Vertriebsvertrag ab, den Zazula rückblickend als Fehler bezeichnete. Ende der 1990er zogen sich Jon und Marsha Zazula mit ihren Kindern ins Privatleben zurück und übergaben Megaforce an ihre langjährige Mitarbeiterin Missy Calazzo, die das Unternehmen seitdem führt.
Im Jahr 2000 wurde mit Ryko Distribution ein neuer Vertriebspartner gefunden. Im Oktober 2002 wurde das Sublabel Transdreamer Records gegründet, das sich im Wesentlichen auf Alternative Rock spezialisiert hat, 2004 übernahm Megaforce den Vertrieb des auf Blues spezialisierten Labels Fat Possum Records. Im Jahr 2005 hatte Megaforce mit insgesamt 20 verschiedenen Independent-Labels Vertriebsverträge.

## Bands (Auswahl)
- Ace Frehley
- Anthrax
- Danzig
- Exciter
- Frehley’s Comet
- King’s X
- Living Colour
- Metallica
- M.O.D.
- S.O.D.
- Testament